# Finlandia ai III Giochi olimpici invernali
La Finlandia partecipò ai III Giochi olimpici invernali, svoltisi a Lake Placid, Stati Uniti, dal 4 al 15 febbraio 1932, con una delegazione di 7 atleti impegnati in tre discipline.

## Medagliere

### Per discipline
| Sport        | Oro | Argento | Bronzo | Totale |
| ------------ | --- | ------- | ------ | ------ |
| Sci di fondo | 1   | 1       | 1      | 3      |
| Totale       | 1   | 1       | 1      | 3      |

### Medaglie
| Medaglia | Atleta          | Sport        | Evento         |
| -------- | --------------- | ------------ | -------------- |
| Oro      | Veli Saarinen   | Sci di fondo | 50 km maschile |
| Argento  | Väinö Liikkanen | Sci di fondo | 50 km maschile |
| Bronzo   | Veli Saarinen   | Sci di fondo | 18 km maschile |